# Línia D del metro de Lió

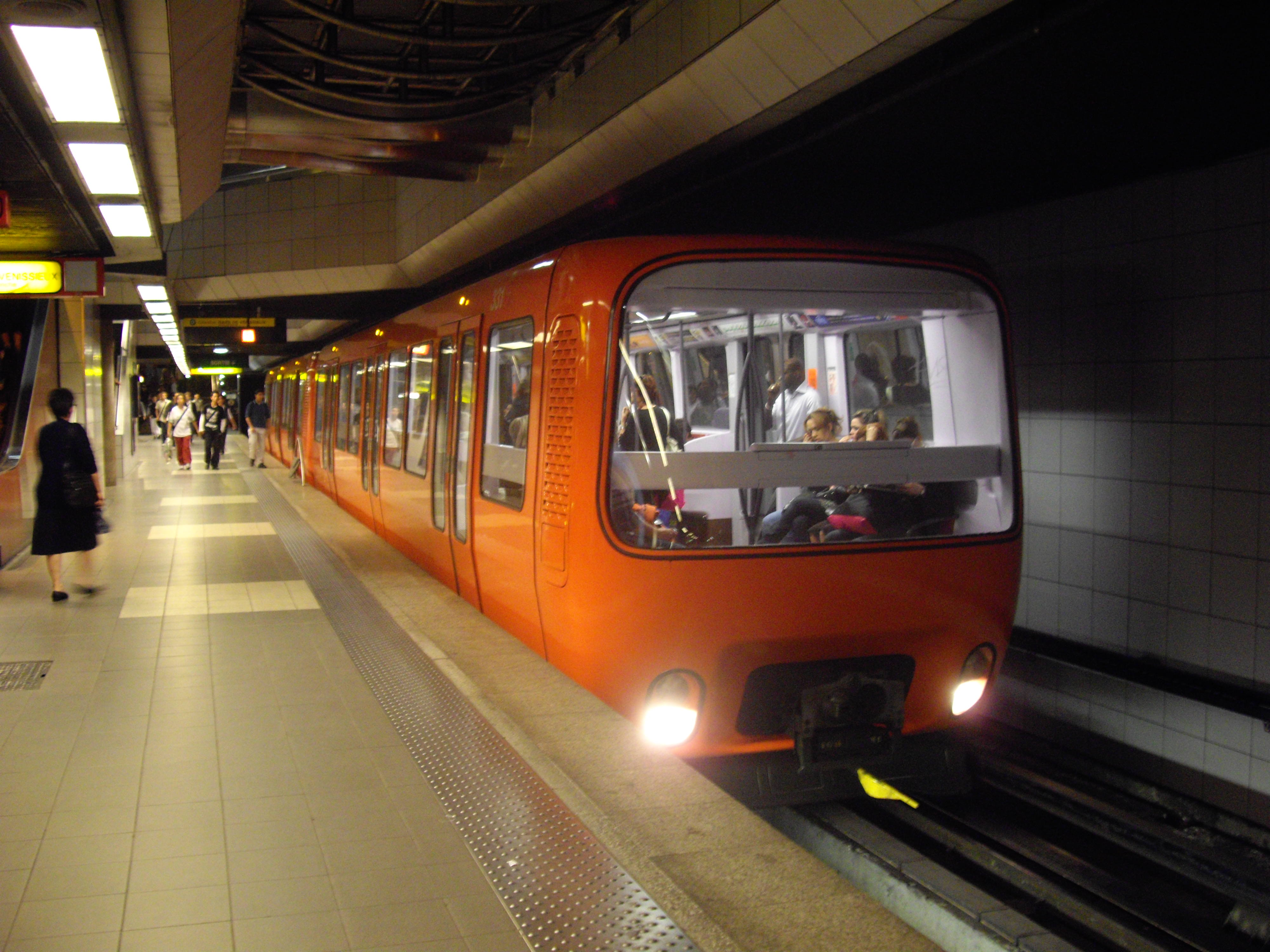
Tren a l'estació Bellecour.

La línia D del metro de Lió és una línia de la xarxa de metro a Lió. La primera secció d'aquesta línia va obrir el 1991 i connecta avui l'estació Gare de Vaise al nord-oest de Lió, amb l'estació Gare de Vénissieux.
Amb una llargària de 12,6 km és la línia de metro més llarga de Lió i constitueix una connexió est - oest important per l'aglomeració lionesa.
MAGGALY (Métro Automatique à Grand Gabarit de l'Agglomération LYonnaise en francès) era un nom de codi designant el sistema automàtic de la línia, al moment de la construcció.

## Història

### Cronologia
- 1991 (4 de setembre) : posada en servei en conducció manual entre Gorge de Loup i Grange Blanche.
- 1992 (31 d'agost) : posada en servei de la conducció automàtica integral sobre aquesta primera secció.
- 1992 (11 de desembre) : extensió entre les estacions Grange Blanche i Gare de Vénissieux.
- 1997 (28 d'abril) : extensió cap al nord entre les estacions Gorge de Loup i Gare de Vaise.

## Traçat i estacions

Traçat de la línia.

### Llista de les estacions
- Gare de Vaise (enllaç amb: SNCF)
- Valmy
- Gorge de Loup (enllaç amb: SNCF)
- Vieux Lyon - Cathédrale St.Jean (enllaç amb: funiculars F1, F2)
- Bellecour (enllaç amb: metro A)
- Guillotière - Gabriel Péri (enllaç amb: tramvia T1)
- Saxe-Gambetta (enllaç amb: metro B)
- Garibaldi
- Sans-Souci
- Monplaisir-Lumière
- Grange Blanche (enllaç amb: tramvies T2, T5)
- Laënnec
- Mermoz-Pinel
- Parilly
- Gare de Vénissieux (enllaç amb: SNCF, tramvia T4)

Plànol de la línia D del metro de Lió

## Explotació de la línia

### Material rodant
La línia és explotada amb trens automàtics MPL 85, amb el sistema MAGGALY.